# Eustach I. (Boulogne)
Eustach I. (frz. Eustache I. à l’œil; * 1010; † 1049) war ein Graf von Boulogne und ist der Stammvater des Hauses Boulogne.
Die familiäre Herkunft von Eustach ist unbekannt. Eine häufig postulierte Abstammung vom flämischen Grafenhaus ist rein spekulativ und kann durch keine zeitnahen Belege gestützt werden. Tatsächlich wird Eustach in der zum Ende des 11. Jahrhunderts entstandenen Genealogica comitum Buloniensium, der frühsten bekannten Genealogie zu den Grafen von Boulogne, als erster in der Linie des Hauses Boulogne aufgeführt. Zu seiner eigenen Abstammung schweigt sich diese Quelle allerdings aus. In der im 12. Jahrhundert entstandenen Chronik der Grafen von Guînes des Lambert von Ardres wird allerdings ein Bolonie comitem...Erniculum als Vater eines Eustacio genannt. Inwiefern sich diese genealogische Information auf den Grafen Eustach I. bezieht, kann nicht geklärt werden.
Graf Eustach I. war verheiratet mit Mathilde, einer Tochter des Grafen Lambert I. von Löwen und der Gerberga von Lothringen. Ihre Kinder waren:
- Eustach II. († 1088), Graf von Boulogne
- Gottfried († 1095), Bischof von Paris und Kanzler von Frankreich
- Lambert († 1054), Graf von Lens
- Gerberga († 1049), ⚭ Friedrich II. (1003 † 1065), Herzog von Niederlothringen (Wigeriche)

Eustach I. von Boulogne wurde in Samer bestattet.

## Weblink
- Die Grafen von Boulogne bei fmg.ac (englisch)